# Els mercenaris (pel·lícula)
|  | «Els mercenaris» redirigeix aquí. Vegeu-ne altres significats a «Els mercenaris (còmic)». |

Els mercenaris (títol original en anglès, The Expendables) és una pel·lícula estatunidenca d'acció de 2010 escrita, dirigida i protagonitzada per Sylvester Stallone. El rodatge de la cinta va començar el març de 2009 al Brasil, Nova Orleans i Los Angeles. La cinta és un homenatge a les pel·lícules d'acció més taquilleres de la dècada de 1980 i de la dècada de 1990. Inclou a estrelles del cinema d'acció com Jason Statham i Jet Li, així com als veterans Dolph Lundgren i el mateix Stallone. Els actors Arnold Schwarzenegger i Bruce Willis apareixen en un cameo.

## Repartiment
- Sylvester Stallone: Barney Ross
- Jason Statham: Lee Christmas
- Jet Li: Yin Yang
- Dolph Lundgren: Gunner Jensen
- Randy Couture: Toll Road
- Terry Crews: Hale Caesar
- Mickey Rourke: Tool
- Eric Roberts: James Munroe
- Steve Austin: Dan Paine
- David Zayas: General Garza
- Giselle Itié: Sandra Garza
- Gary Daniels: Lawrence "The Brit" Sparks
- Charisma Carpenter: Lacy
- Amin Joseph: Pirata Leader
- Senyo Amoaku: Tall Pirate
- Lauren Jones: Cheyenne

Bruce Willis (Mr. Church) i Arnold Schwarzenegger (Trench Mause) apareixen en un cameo. La pel·lícula compta amb una barreja d'artistes d'arts marcials com per exemple: Antônio Rodrigo "Minotaure" Nogueira i Antonio Rogerio "Minotaure" Nogueira com guardaespatlles de Garza i Lateef Crowder Dos Santos en acrobàcies.

## Producció
La producció i rodatge va començar el març del 2009 al Brasil, en llocs com Lima - Perú i Niterói. El rodatge va continuar després al maig a Louisiana. La filmació va acabar oficialment el juliol de 2009. L'octubre de 2009, es va filmar l'esperada escena del cameo de Willis i Schwarzenegger, en una església a Hollywood, Califòrnia, al costat de Sylvester Stallone. El pressupost de la pel·lícula anava a ser de 100 milions de dòlars, però es va reduir a 85 milions. Sylvster Stallone es va fracturar el coll durant el rodatge d'una de les escenes de la pel·lícula.
L'hidroavió utilitzat en la filmació és un Grumman HU-16 Albatross.

## Música[3][4]
El compositor Brian Tyler va anunciar en el seu web oficial que ha estat contractat per escriure la música original de la pel·lícula. Tyler ja havia treballat amb Stallone en John Rambo el 2008.
Totes les cançons foren compostes per Brian Tyler.
| 1.  | «The Expendables»      | 3:22 |
| 2.  | «Aerial»               | 2:58 |
| 3.  | «Ravens and Skulls»    | 4:49 |
| 4.  | «Lee and Lacy»         | 2:15 |
| 5.  | «Massive»              | 3:24 |
| 6.  | «The Gulf of Aden»     | 6:56 |
| 7.  | «Lifeline»             | 4:29 |
| 8.  | «Confession»           | 2:56 |
| 9.  | «Royal Rumble»         | 3:41 |
| 10. | «Scanning the Enemy»   | 3:47 |
| 11. | «The Contact»          | 1:31 |
| 12. | «Surveillance»         | 3:27 |
| 13. | «Warriors»             | 3:49 |
| 14. | «Trinity»              | 4:19 |
| 15. | «Waterboard»           | 3:01 |
| 16. | «Losing His Mind»      | 2:37 |
| 17. | «Take Your Money»      | 2:41 |
| 18. | «Giant with a Shotgun» | 3:57 |
| 19. | «Time to Leave»        | 1:55 |
| 20. | «Mayhem and Finale»    | 5:47 |

## Crítica
- "Implacable hi ha estones estimulant, pel·lícula on l'acció parla per si mateixa i on l'humor és usat de forma efectiva en el seu moment" Louise Keller: Urbancinefile[5]
- "L'equivalent en masculí de 'Sexe a Nova York'" Lou Lumenick: New York Post[5]
- "'Els mercenaris' és el més semblant a una pel·lícula-Viagra que s'hagi inventat mai. És censurable. És estúpidament violenta. És un munt de diversió gamberra" Ty Burr: Boston Globe[5]
- "No gasteu el vostre temps o els vostres diners a 'The Expendables' (...) Aquesta és, en veritat, una pel·lícula que ningú necessita - gratuïtament salvatge, inversemblant i de vegades incoherent" Claudia Puig: USA Today[5]
- "'Els mercenaris' (...) rememora els dies de 'Rambo' i 'Soldat Universal', quan els homes eren homes i les repúbliques "bananeres" podien ser destruïdes amb impunitat" Steven Rea: Philadelphia Inquirer[5]
- "És una pel·lícula molt riallera: una descarada celebració de la virilitat que en cap moment pretén prendre a si mateixa seriosament (...) és una gamberrada autoconscient amb molt de suc"

Jordi Batlle Caminal: Diari La Vanguardia
- "Testosterona geriàtrica. (...) El confús argument serveix només per allotjar una successió d'esbojarrades escenes d'acció (...) Nando Salvà: Diari El Periódico

## Al voltant de la pel·lícula

### Anecdotari
- Stallone li va oferir personalment un paper a Jean-Claude Van Damme però aquest el va rebutjar a causa de diferències creatives. En una entrevista amb Howard Stern en 2010, Stallone va declarar que al moment d'oferir el paper a Van Damme, aquest buscava treballar en pel·lícules amb més contingut dramàtic i menys acció. Stallone va dir que després de l'estrena de la cinta, Van Damme es va mostrar penedit d'haver rebutjat el paper i que va mostrar desitjos d'aparèixer a la nova entrega de "Els Mercenaris".[6]
- Wesley Snipes va ser la primera opció per al paper de Hale César, però va ser arrestat per evasió d'impostos el 2010. Forest Whitaker va ser la segona opció però va declinar per compromisos previs. Un altre candidat va ser el raper 50 Cent, però el paper finalment va quedar en mans de Terry Crews.
- En entrevista amb Howard Stern, Stallone va declarar que Steven Seagal va rebutjar un cameo a causa de diferències amb el productor Avi Lerner.[6]
- L'actor Danny Trejo anava a interpretar Emmanuel, cosa que finalment no va succeir.
- El 2009, després de la mort de Brittany Murphy, el guió va ser reescrit i es va excloure al personatge.
- Sandra Bullock va dir que, tot i el rumor sobre la seva possible participació en el projecte, no anava a formar part de l'elenc. Això sí, deixava una porta oberta a una possible seqüela, sempre que la història cridés la seva atenció.
- El Sr Church havia de ser interpretat per Arnold Schwarzenegger, però aquest va preferir fer un cameo a causa de la seva carrera política. Kurt Russell es va negar i, després d'una prèvia negació, Bruce Willis va acceptar el paper. Gràcies a això, els espectadors van poder veure per primera vegada a Bruce Willis, Stallone i Schwarzenegger junts en una seqüència.
- El tràiler es va filtrar a la web a l'agost de 2009. Va ser editat i tallat pel mateix Stallone, i mostrat al Festival de Cinema de Venècia. L'octubre de 2009, el tràiler en alta definició va ser llançat oficialment en línia.
- La pel·lícula tenia prevista una data original de llançament fixada per a abril de 2010, però va ser retardada 4 mesos fins a l'agost d'aquest mateix any, a causa de la postproducció. L'estrena internacional va ser el 13 d'agost de 2010.